# SL A36

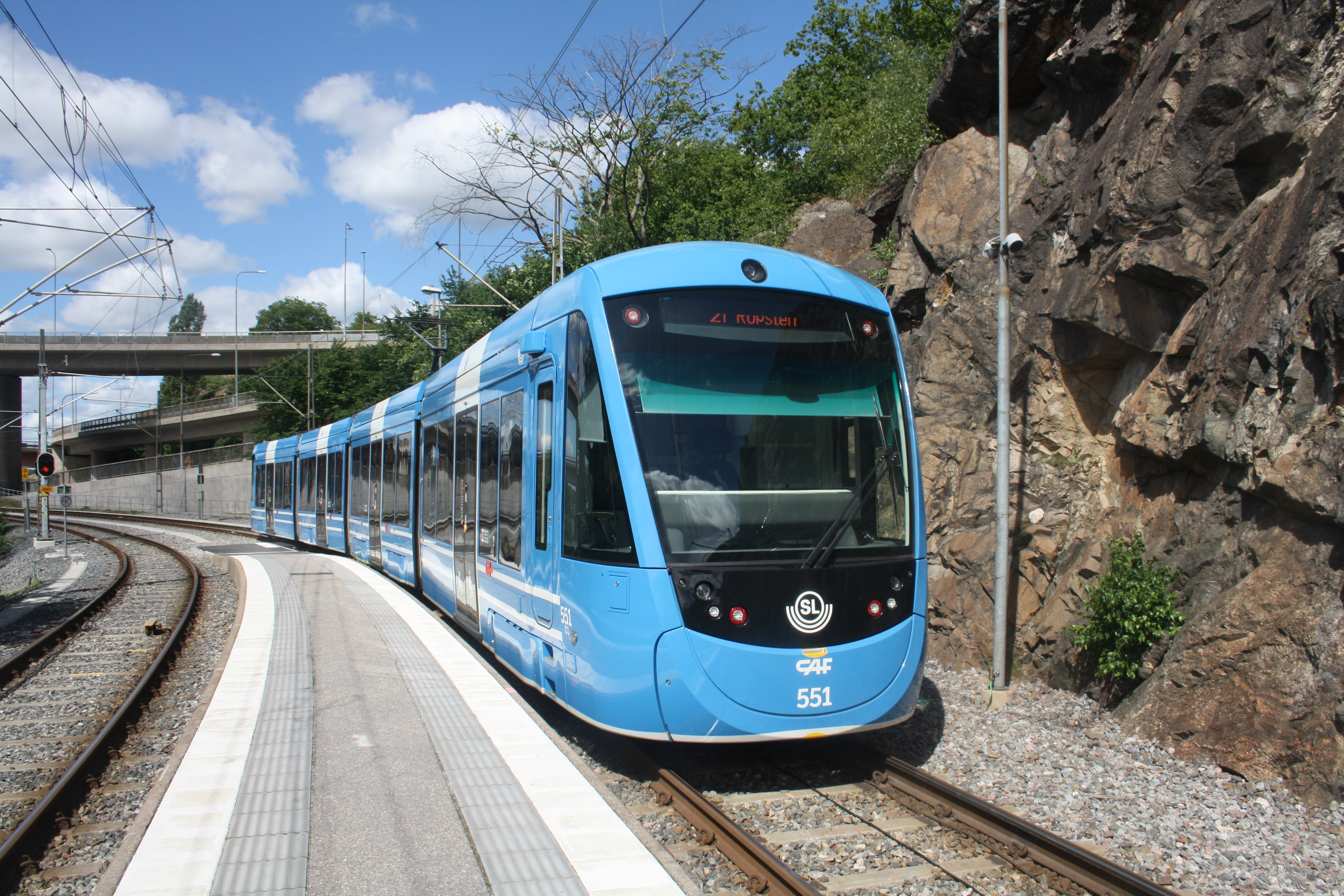
A36 551 vid Torsvik

SL A36 är SL:s typbeteckning för en spårvagn av typen CAF Urbos AXL och är utrustad med Automatic Train Control och WiFi. A36 är en specialbyggd längre version av A35 och är anpassad för trafik på Lidingöbanan. I övrigt är båda spårvagnarna från CAF identiska. Vagntypen har 100 sittplatser. Dessa längre vagnar är tänkta att köras som solovagnar, men kan kopplas i tåg. Det finns för närvarande (2024) nio vagnar av denna typ (numrerade 551-559) och de är placerade i Lidingödepån för den trafik AB Stockholms Spårvägar bedriver på entreprenad för Region Stockholm på Lidingöbanan.

## Jämförelse A35/A36
| Typ | Sittplatser | Stående | Längd [mm] | Tomvikt [t] | Vagntyp              | Antal enh. | Max. kont. eff. [MW] | Drivmotortyp | Bredd [mm] | Sth [km/h] | Införd | ATC |
| --- | ----------- | ------- | ---------- | ----------- | -------------------- | ---------- | -------------------- | ------------ | ---------- | ---------- | ------ | --- |
| A36 | 100         | 187     | 39.475     | ca 66       | tvåriktnings ledvagn | 4          | 0,48                 | ABB 4RBA2744 | 2650       | 90         | 2015   | Ja  |
| A35 | 72          | 143     | 30.800     | ca 51       | tvåriktnings ledvagn | 3          | 0,48                 | ABB 4RBA2744 | 2650       | 90         | 2013   | Ja  |